# Hunger (film, 2025)
Hunger (danska: Sult) är en dansk romantisk dramafilm som hade premiär på strömningstjänsten Netflix den 26 februari 2025. Filmen är regisserad av Ditte Hansen och Louise Mieritz, efter ett manus skrivet av dem och Tine Høeg.

## Handling
Filmen handlar om en framgångsrik författare och hennes charmiga pojkvän som kämpar med fertilitetsproblem, vilket sätter deras förhållande på prov när de söker behandling.

## Rollista (i urval)
- Joachim Fjelstrup – Emil
- Rosalinde Mynster – Mia
- Bahar Pars – journalist
- Magnus Millang – Simon
- Anders W. Berthelsen – läkare
- Sarah Juel Werner